# She's Out of Control
She's Out Of Control es una película cómica independiente americana de 1989 con Tony Danza, Ami Dolenz, y Catherine Hicks. La música original fue compuesta por Alan Silvestri. La película se comercializó con el lema, "Las chicas se vuelven salvajes, los chicos se vuelven locos, ¡y los papás se vuelven locos!" La película fue filmada como "Daddy's Little Girl." En España la titularon "La locura de papá".

## Trama
El viudo Doug Simpson (Danza) es un productor de radio de California quien vive con sus dos hijas, Katie (Dolenz) y Bonnie (Laura Mooney). Cuando su hija mayor (Katie) cumple 15 años, ella le sugiere a su padre que es tiempo para que ella comience a lucir más madura. Durante los últimos 14 años, Katie ha estado llevando ropa desaliñada, aparatos ortopédicos, gafas grandes y saliendo con Richard, su vecino y novio de largo tiempo (que tiene la aprobación de Doug); pero cuando Doug se va en un viaje de negocios, Katie se transforma, junto con la ayuda de la comprometida de Douge Janet Pearson (Hicks), en una belleza.
Cuando Doug vuelve, él se sorprende al encontrar chicos en su vida interesados en salir con Katie.
Janet sugiere que Doug necesita ayuda psiquiátrica con su obsesión con Katie y sus novios. A lo largo de la segunda mitad de la película, Katie tiene tres novios, con dos de los cuales finalmente deja de salir. Al final de la película, Katie hace un viaje de estudios a Europa y se reúne con Richard de nuevo - en ese momento Bonnie, su hermana menor marimacho, comienza su propia juerga de citas.

## Elenco
- Tony Danza como Doug Simpson.
- Ami Dolenz como Katie Simpson.
- Laura Mooney como Bonnie Simpson.
- Catherine Hicks como Janet Pearson.
- Wallace Shawn como Dr. Fishbinder
- Derek McGrath como Jeff Robbins.
- Lance Wilson-White como Richard.
- Dana Ashbrook como Joey.
- Matthew Perry como Timothy (acreditado como Matthew L. Perry)
- Dick O'Neill como Chuck Pearson.
- Dustin Diamond como Chico de la Playa.
- Oliver Muirhead como Nigel.

## Recepción

### Respuesta crítica
Basada en 15 críticas, Rotten Tomatoes le dio a la película una puntuación de 7%.
Cuando el famoso crítico de Chicago Roger Ebert y Gene Siskel hicieron críticas de la película en su programa Siskel & Ebert at the Movies, Siskel reveló que después de ver la película, se deprimió que él consideró renunciar su trabajo como un crítico de películas, pero que vio la película Say Anything... el mismo día, una película que le gustó bastante y dijo que "todo estaba bien con el mundo, todavía tengo el trabajo." Ebert le dio a la película cero estrellas en su crítica de la película, diciendo:
¿De qué planeta vinieron los creadores de esta película? ¿Qué hipótesis tienen sobre el propósito y la calidad de vida? Pregunto porque She's Out of Control es simultáneamente tan bizarra y tan banal que es una primicia: la primera película fabricada enteramente de clichés de comedia y estilos de vida de plástico, sin referencia a ningún plano conocido de la realidad.

## Banda sonora
La banda sonora, distribuida por MCA Records en abril de 1989, fue lanzada en vinilo, casete y disco compacto. El listado de canciones incluyen:
1. "Where's the Fire" - Troy Hinton
2. "You Should Be Loving Me" - Brenda K. Starr
3. "Concentration" - Phil Thornalley
4. "The Loneliest Heart" - Boys Club]
5. "Hunger of Love" - Harold Faltermeyer
6. "KHEY-FM Radio Sweeper" - Jim Ladd
7. "Winning Side" - Oingo Boingo
8. "Daddy's Little Girl" - Brian Wilson
9. Venus - Frankie Avalon
10. "You Really Got Me" - The Kinks
11. "Feel the Shake" - Jetboy

Otras canciones que aparecieron en la película pero no aparecieron en la banda sonora:
- Angel Baby - Beth Anderson
- Secret Agent Man - Johnny Rivers